# Tolypanthus lageniferus
Tolypanthus lageniferus är en tvåhjärtbladig växtart som beskrevs av Van Tiegh.. Tolypanthus lageniferus ingår i släktet Tolypanthus och familjen Loranthaceae. Inga underarter finns listade i Catalogue of Life.